# Hans Rudolf Wyssenbach
Hans Rudolf Wyssenbach (* vermutlich um 1550 in Zürich; † nach 1604) war ein Zürcher Drucker und Verleger.

## Leben und Werk
Wyssenbach war der Sohn des Zürcher Zeichners, Formschneiders, Druckers und Verlegers Rudolf Wyssenbach. Nach eigenen Angaben hatte er die Druckerpresse seines Vaters übernommen und gab ab 1596 eine Reihe von kleineren Flugschriften heraus, darunter die Schrift  Vom Geschlecht der Brunen zu Zürich, ein Pamphlet über Bürgermeister Rudolf Brun und seine Familie, das Hans Jakob Fries aus den Chroniken von Johannes Stumpf und Heinrich Bullinger kompiliert hatte.
Weil er wiederholt das Druckerprivileg von anderen Zürcher Offizinen verletzte, geriet er verschiedentlich in Konflikt mit der Obrigkeit, die ihm auftrug, nur noch Lieder und Spiele zu produzieren. In Zusammenarbeit mit Hans Jakob Fries publizierte er zwischen 1598 und 1601 eine Reihe von fast 40 Liedern, die er unter dem Titel Schlachtlieder der Alten Eydtgnossen zusammenfasste. Dabei handelte es sich grösstenteils um altbekannte Lieder über die Erfolge der eidgenössischen Truppen in der Schlacht bei Sempach, in den Burgunderkriegen, und im Schwabenkrieg, aber auch um Neudichtungen zur Schlacht am Morgarten, zu einem sonst wenig bekannten Gefecht bei Dättwil, zum Guglerkrieg, zur Schlacht bei Näfels und zu den Appenzellerkriegen. Auf originelle Weise kombinierte Wyssenbach dabei die beiden gängigen Publikationsformen der losen Liederflugschrift und der gebundenen Liedersammlung.